# Eccellenza Sardegna 1995-1996
Il campionato italiano di calcio di Eccellenza regionale 1995-1996 è stato il quinto organizzato in Italia. Rappresenta il sesto livello del calcio italiano.
Questo è il campionato regionale della regione Sardegna.

## Squadre partecipanti
| Squadra                  |                              |
| ------------------------ | ---------------------------- |
| Pol. Alghero             | Alghero (SS)                 |
| Pol. Arzachena           | Arzachena (SS)               |
| A.S. Atlerico Sirio      | Cagliari (CA)                |
| A.C. Carbonia            | Carbonia (SU)                |
| S.S. Carloforte          | Carloforte (SU)              |
| U.S. Fermassenti         | San Giovanni Suergiu (SU)    |
| Pol. Gialeto             | Serramanna (CA)              |
| Pol. Iglesias            | Iglesias (SU)                |
| S.P. Ittiri              | Ittiri (SS)                  |
| U.S. Nuorese             | Nuoro (NU)                   |
| A.C. Pula                | Pula (CA)                    |
| U.S. Santa Teresa        | Santa Teresa di Gallura (OT) |
| P.S.F. Sant'Elena Quartu | Quartu Sant'Elena (CA)       |
| Pol. Sinnai              | Sinnai (CA)                  |
| S.S. Tavolara            | Olbia (OT)                   |
| Pol. Tharros             | Oristano (OR)                |

## Classifica finale
|  | Pos. | Squadra                                | Pt | G  | V  | N  | P  | GF | GS | DR  |
|  | ---- | -------------------------------------- | -- | -- | -- | -- | -- | -- | -- | --- |
|  | 1.   | A.S. Atletico Sirio, Cagliari          | 60 | 30 | 17 | 9  | 4  | 64 | 25 | +39 |
|  | 2.   | Pol. Iglesias, Iglesias                | 60 | 30 | 17 | 9  | 4  | 46 | 20 | +26 |
|  | 3.   | Pol. Tharros, Oristano                 | 57 | 30 | 17 | 6  | 7  | 42 | 27 | +15 |
|  | 4.   | U.S. Santa Teresa, S.Teresa di Gallura | 56 | 30 | 15 | 11 | 4  | 48 | 16 | +32 |
|  | 5.   | P.S.F. Sant'Elena, Quartu Sant'Elena   | 55 | 30 | 16 | 7  | 7  | 36 | 19 | +17 |
|  | 6.   | Pol. Alghero, Alghero                  | 49 | 30 | 14 | 7  | 9  | 51 | 35 | +16 |
|  | 7.   | S.S. Carloforte, Carloforte            | 45 | 30 | 14 | 3  | 13 | 48 | 45 | +3  |
|  | 8.   | A.C. Pula, Pula                        | 40 | 30 | 10 | 10 | 10 | 34 | 31 | +3  |
|  | 9.   | Pol. Gialeto, Serramanna               | 39 | 30 | 10 | 9  | 11 | 32 | 33 | -1  |
|  | 10.  | Pol. Sinnai, Sinnai                    | 37 | 30 | 10 | 7  | 13 | 41 | 44 | -3  |
|  | 11.  | S.P. Ittiri, Ittiri (*)                | 34 | 30 | 8  | 10 | 12 | 29 | 41 | -12 |
|  | 12.  | Pol. Arzachena, Arzachena              | 32 | 30 | 9  | 5  | 16 | 34 | 47 | -13 |
|  | 13.  | A.C. Carbonia, Carbonia                | 29 | 30 | 7  | 8  | 15 | 32 | 56 | -24 |
|  | 14.  | U.S. Fermassenti, S.Giovanni Suergiu   | 28 | 30 | 6  | 10 | 14 | 29 | 47 | -18 |
|  | 15.  | G.S. Tavolara, Olbia                   | 26 | 30 | 6  | 8  | 16 | 27 | 51 | -24 |
|  | 16.  | U.S. Nuorese, Nuoro                    | 12 | 30 | 3  | 3  | 24 | 20 | 76 | -56 |

- Spareggio per il primo posto e promozione al C.N.D.: Atletico Sirio-Iglesias 5-1
- (*) A fine stagione Ittiri retrocesso volontario in Promozione 1996-97.